# Maria Victòria de Noailles
Maria Victòria de Noailles (en francès Marie Victoire Sophie de Noailles) va néixer a Versalles el 6 de maig de 1688 i va morir a l'hôtel de Toulouse (París) el 30 de setembre de 1766. Era filla del mariscal duc Anne Jules de Noailles (1650-1708) i de Maria Francesca de Bournonville (1656-1748). Gràcies al primer matrimoni era marquesa de Gondrin, i amb el segon esdevingué comtessa de Tolosa i duquessa de Penthièvre.

## Matrimoni i fills
El 1707 es va casar amb el marquès de Gondrin Lluís de Pardaillan de Gondrin (1689-1712) brigadier de l'exèrcit reial, fill del duc d'Antin Lluís Antoni de Pardaillan de Gondrin, amb qui va tenir dos fills:
- Lluís de Pardaillan de Gondrin (1707-1743), casat amb Francesca Matilde de Montmorency (1704-1768)
- Antoni Francesc de Pardaillan de Gondrin (1709-1741)

En enviudar cinc anys després de casar-se, el 2 de febrer de 1723 es va casar de nou amb Lluís Alexandre de Borbó (1678-1737), fill del rei Lluís XIV de França (1638-1715) i de la seva amistançada Madame de Montespan (1640-1707). D'aquest segon matrimoni en nasqué:
- Lluís de Borbó (1725-1793), duc de Penthievre, Rambouillet, d'Aumale i Gisors, casat amb Maria Teresa d'Este-Mòdena (1726-1754).